# Green River (Wyoming)
Green River é uma cidade localizada no estado norte-americano de Wyoming, no Condado de Sweetwater.

## Demografia
Segundo o Censo dos Estados Unidos de 2020, a sua população era de 11 825 habitantes.

## Geografia
De acordo com o United States Census Bureau tem uma área de
36,3 km², dos quais 35,5 km² cobertos por terra e 0,8 km² cobertos por água. Green River localiza-se a aproximadamente 1864 m acima do nível do mar.

## Localidades na vizinhança
O diagrama seguinte representa as localidades num raio de 68 km ao redor de Green River.